# Javier García López
Javier García López (Ciudad de México; 5 de mayo de 1957) es un exfutbolista mexicano que jugó en el mediocampo.

## Clubes
| Club          | País   | Año       |
| ------------- | ------ | --------- |
| Club América  | México | 1974-1981 |
| C.F. Atlante  | México | 1981-1987 |
| Club Irapuato | México | 1987-1988 |

## Palmarés

### Títulos nacionales
| Título               | Equipo  | País   | Año     |
| -------------------- | ------- | ------ | ------- |
| Primera División     | América | México | 1975-76 |
| Campeón de Campeones | América | México | 1975-76 |

### Títulos internacionales
| Título                           | Equipo  | País    | Año  |
| -------------------------------- | ------- | ------- | ---- |
| Copa de Campeones de la Concacaf | América | Surinam | 1977 |
| Copa Interamericana              | América | México  | 1978 |
| Copa de Campeones de la Concacaf | Atlante | México  | 1983 |

### Distinciones individuales
| Distinción                                    | Año     |
| --------------------------------------------- | ------- |
| Mejor novato de la Primera División de México | 1975-76 |